# أحمد تيجاني
أحمد تيجاني (بالإنجليزية: Ahmad Tijani)‏ هو لاعب كرة قدم نيجيري في مركز الهجوم، ولد في 10 نوفمبر 1987 في أويو في نيجيريا. لعب مع نادي باكو.

## وصلات خارجية
- أحمد تيجاني على موقع Soccerway.com (الإنجليزية)